# 제이네프 참즈
제이네프 참즈(튀르키예어: Zeynep Çamcı, 1986년 12월 11일 ~ )는 튀르키예의 배우이다. 2013 안탈리아 국제 영화제 황금오렌지상 여우주연상 수상자이다.